# Maximilian Munski
Maximilian Munski (Lubecca, 10 gennaio 1988) è un canottiere tedesco, vincitore della medaglia d'argento nell'8 con a Rio de Janeiro 2016.

## Palmarès
- Giochi olimpici

Rio de Janeiro 2016: argento nell'8.
- Mondiali

Karapiro 2010: bronzo nel 2 con.
Chungju 2013: argento nell'8.
Aiguebelette-le-Lac 2015: argento nell'8.
- Europei

Siviglia 2013: oro nell'8.
Poznan 2015: oro nell'8.